# فيليكس موسى
فيليكس موسى (بالإنجليزية: Felix Moses)‏ هو لاعب كرة قاعدة أمريكي، ولد في 13 مايو 1853، وتوفي في 5 مايو 1888.